# Christian Ziege
Christian Ziege (Nyugat-Berlin, 1972. február 1.) Európa-bajnok német válogatott labdarúgó.

## Sikerei, díjai

### Játékosként

#### Bayern München
Győztes
- 1993-94 Bundesliga
- 1995-96 UEFA-kupa
- 1996-97 Bundesliga
- 1997-98 Ligapokal

Ezüstérmes
- 1990-91 Bundesliga
- 1992-93 Bundesliga
- 1995-96 Bundesliga

#### AC Milan
Győztes
- 1998-99 Serie A

#### Liverpool
Győztes
- 2000-01 Ligakupa
- 2000-01 UEFA-kupa

#### Tottenham Hotspur
Ezüstérmes
- 2001-02 Ligakupa

#### Német válogatott
Győztes
- 1996 Európa-bajnokság

Ezüstérmes
- 2002 Világbajnokság